# Dron show
Dron show ili svjetlosni show dronova korištenje je više bespilotnih letjelica (dronova), često kvadkoptera, koji lete koordinirano s pričvršćenim rasvjetnim tijelima. 
Obično su opremljeni s više LED dioda, a prikaz se održava noću. Prvi dron show dogodio se u lipnju 2012. u Cannesu u Francuskoj. Svjetlosni show dronova obično se koristi za zabavu ili oglašavanje. Dronovi se mogu koordinirati kao roj. Tehnologija kinematičkog pozicioniranja u stvarnom vremenu (RTK) koristi se za precizno relativno pozicioniranje dronova u centimetarskoj skali. Svaki dron ima unaprijed programiranu putanju leta za svoju ulogu u izradi slika. Tvrtke poput SkyBrush i DroneShowSoftware izrađuju softver za dizajniranje i predstavljanje prikaza svjetlosnoga showa dronova.
Intel je proizveo „Shooting Star”, vrstu drona koja se koristi u svjetlosnim predstavama. Dronovi su korišteni tijekom Zimskih olimpijskih igara 2018., poluvremena Super Bowla 2017. i proslave Dana nezavisnosti u SAD-u 2018.
Svjetlosne predstave dronovima razlikuju se od vatrometa po tome što se dronovi mogu ponovno koristiti; ne proizvode zagađenje zraka i buku. Međutim, prikazi dronovima ne mogu se održavati tijekom kiše ili jakog vjetra. U 2020-ima, neki gradovi u Sjedinjenim Državama zamijenili su vatromete za Dan neovisnosti svjetlosnim predstavama dronovima ili laserima kako bi smanjili rizik od požara, zagađenje zraka i uznemiravanje pasa i osoba s PTSP-om. Zabrinutost zbog sigurnosti pojavila se i kao odgovor na neispravan rad javnih svjetlosnih prikaza dronovima, kao što je bilo prije utakmice na Svjetskom prvenstvu u nogometu za žene 2023., kada je 350 od 500 dronova palo u vodu zbog kvara.

## U Hrvatskoj
Hrvatski pjevač Marko Perković Thompson održao je koncert na zagrebačkom hipodromu 5. srpnja 2025. kojem je prisustvovalo više od 500.000 ljudi. Događaj je prvi put u Hrvatskoj uključivao koordiniranu upotrebu 1000 dronova koji su prikazivali vjerske i nacionalne simbole, kao i značajne citate.